# Passos no Escuro
Passos no Escuro é o primeiro LP da banda Zero, gravado e lançado em 1985.

## Faixas
Lado A
| N.º | Título                                         | Duração |  |
| 1.  | "Cada Fio um Sonho"                            | 4:15    |  |
| 2.  | "Agora Eu Sei" (participação de Paulo Ricardo) | 4:45    |  |
| 3.  | "Formosa"                                      | 4:23    |  |

Lado B
| N.º | Título             | Duração |  |
| 1.  | "Os Olhos Falam"   | 3:59    |  |
| 2.  | "Passos no Escuro" | 4:04    |  |
| 3.  | "Quero Te Contar"  | 4:25    |  |

## Certificações
| Brasil                                    | Ouro | 100.000* |
| *número de vendas baseado na certificação |      |          |